# Каљари
Kаљари (итал. Cagliari, на месном говору: Castèddu), од давнина познат на шпанском као Càller, је град у италијанској општини, главни град острва Сардинија. Град је са највише становника у овој аутономној покрајини и главни је град округа Каљари. Име на сардинском језику Cagliari, Casteddu, дословно значи "замак". Град има отприлике 150.000 становника, док градско подручје (укључујући градове Elmas, Assemini, Capoterra, Selargius, Sestu, Monserrato, Quartucciu, Quartu Sant'Elena и других 8 општина) има више од 450.000 становника.
Био је главни град Краљевине Сардиније (која је постала Kраљевина Италија 1861) од 1324 до 1720, када је главни град постао Торино. Данас је Kаљари културни, образовни, политички и уметнички центар острва, познат по својој разноврсној архитектури и споменицима, и такође је економски и индустријски центар Сардиније, имајући једну од најбитнијих лука на Медитерану, међународни аеродром и приход по глави становника упоредив са градовима севера Италије као што су Милано или Торино. Седиште је Универзитета Kаљари, основаног 1607.
Град има неколико пећина "кућа вила", које су јако оштећене зубом времена, велико гробље из доба Kартагине, римски амфитеатар, византијску базилику, две куле из времена републике Пизе, у снажан систем утврђења из времена кад је град био под контролом Шпаније у време Хабзбурговаца. Његови природни ресурси су одувек били: заштићена лука изнад које се налази утврђење Монте Kристо, солане, и у унутрашњости житница Kампидано и рудници Иглесиенте.

## Географија
Каљари се налази у западној Италији. Од престонице Рима град је удаљен око 500 км југозападно (трајектом или авионом).
Каљари се развио у јужном делу Сардиније, на месту где истоимени Каљарски залив, део Средоземног мора, највише залази у копно. Јужно од града пружа се море. Североисточно се пружају најјужнија брда планинског система Ђенарђенту, док се на северозападу пружа најважнија острвска равница Кампидано.
Каљари је типичан приморски град су дугом обалом. Град излази на истоимени Каљарски залив, део Средоземног мора. Старо градско језгро развило се на бреговитом полуострву, од којег су се на запад и исток пружале мочваре. Данас су оне претворене у лучка подручја.

### Клима
Клима у Каљарију је средоземна.
| Клима (Каљари)              | Клима (Каљари) | Клима (Каљари) | Клима (Каљари) | Клима (Каљари) | Клима (Каљари) | Клима (Каљари) | Клима (Каљари) | Клима (Каљари) | Клима (Каљари) | Клима (Каљари) | Клима (Каљари) | Клима (Каљари) | Клима (Каљари) |
| Показатељ \ Месец           | .Јан.          | .Феб.          | .Мар.          | .Апр.          | .Мај.          | .Јун.          | .Јул.          | .Авг.          | .Сеп.          | .Окт.          | .Нов.          | .Дец.          | .Год.          |
| --------------------------- | -------------- | -------------- | -------------- | -------------- | -------------- | -------------- | -------------- | -------------- | -------------- | -------------- | -------------- | -------------- | -------------- |
| Апсолутни максимум, °C (°F) | 21,0 (69,8)    | 22,4 (72,3)    | 26,2 (79,2)    | 29,0 (84,2)    | 34,6 (94,3)    | 39,0 (102,2)   | 43,6 (110,5)   | 41,4 (106,5)   | 35,4 (95,7)    | 31,8 (89,2)    | 26,4 (79,5)    | 23,4 (74,1)    | 43,6 (110,5)   |
| Средњи максимум, °C (°F)    | 14,4 (57,9)    | 15,0 (59)      | 17,1 (62,8)    | 19,5 (67,1)    | 23,8 (74,8)    | 28,2 (82,8)    | 31,4 (88,5)    | 31,7 (89,1)    | 27,9 (82,2)    | 23,7 (74,7)    | 18,8 (65,8)    | 15,5 (59,9)    | 31,7 (89,1)    |
| Средњи минимум, °C (°F)     | 5,4 (41,7)     | 5,5 (41,9)     | 7,2 (45)       | 9,4 (48,9)     | 13,1 (55,6)    | 16,8 (62,2)    | 19,7 (67,5)    | 20,2 (68,4)    | 17,5 (63,5)    | 14,1 (57,4)    | 9,9 (49,8)     | 6,8 (44,2)     | 5,4 (41,7)     |
| Апсолутни минимум, °C (°F)  | −4,8 (23,4)    | −3,0 (26,6)    | −2,2 (28)      | −0,4 (31,3)    | 4,8 (40,6)     | 8,8 (47,8)     | 12,2 (54)      | 12,6 (54,7)    | 9,0 (48,2)     | 5,0 (41)       | −2,0 (28,4)    | −3,4 (25,9)    | −4,8 (23,4)    |
| Количина падавина, mm (in)  | 40,7 (16,02)   | 40,4 (15,91)   | 33,6 (13,23)   | 42,2 (16,61)   | 20,7 (8,15)    | 10,0 (3,94)    | 3,1 (1,22)     | 7,5 (2,95)     | 35,7 (14,06)   | 49,1 (19,33)   | 62,7 (24,69)   | 49,6 (19,53)   | 395,3 (155,64) |
| [ тражи се извор ]          |                |                |                |                |                |                |                |                |                |                |                |                |                |

## Историја
Подручје Каљарија је насељено још у време праисторије, као стратешки повољно место окружено морем и мочварама. У 7. веку п. н. е. јавила је феничанска колонија на овом месту под називом Каралис. Ово име се мањом променом до данашњег дана задржало. Касније, на позив месних феничана, град заузима Картагина, која овде развија цивилизацију следећа три века. 238. п. н. е. Каљари и цело острво преузимају Римљани. Њихова владавина је била још дужа, око 7 векова. За ово време град је био незванична престоница острва. Римска владавина је далекосежна и дубока, па је градско становништво временом потпуно латинизирано.
После пада римског царства уследило је неколико бурних векова. Прво су у 6. веку Каљари и цело острво опустошили Вандали. Потом је град дошао под власт Византије, која масовно уводи хришћанство. У ово време град је средиште острвске аутономије. Међутим слабљењем Византије и јачањем Сарацена, који су гусарили овим областима од 8. до 10. века, дошло је повлачења становништва у унутрашњост, па се ово десило и са становништвом Каљарија. Тек се у 11. веку почео обнављати живот у граду. У то време острво је под утицајем републике Ђенове. Крајем 13. века Нормани са Сицилије истискују Ђенову са тог подручја.
Следећих неколико векова Каљари је био под влашћу владара са Сицилије. Од ове државе се ту после неког времена образује Напуљска краљевина, која се одржала до уједињења Италије 1861. године. Краљевство је било под разним владарима: Хабзбурговцима и из Аустрије и из Шпаније, Бурбонска династија, као и Наполеона. Од 1718. године Сардинија са Каљаријем је придодата владарској кући Савоја, са седиштем у Пијемонту, а која ће касније представљати језгро уједињења Италије 60-их година 19. века. После уједињења Каљари је постао средиште новоуспостављене покрајине Сардиније. Следећих деценија град је доживео нагли економски и демографски раст, који није пратио и ваљан урбани развој. Поврх тога, град је страдао и од бомбардовања у Другом светском рату. Стога Каљари и данас слови за град са лошим условима живота наспрам сличних у Италији.

## Становништво
Према резултатима пописа становништва 2011. у општини је живело 149.883 становника.
| 1931.  | 1936.  | 1951.   | 1961.   | 1971.   | 1981.   | 1991.   | 2001.   | 2011.   |
| ------ | ------ | ------- | ------- | ------- | ------- | ------- | ------- | ------- |
| 92.689 | 97.996 | 130.511 | 173.540 | 211.377 | 233.848 | 204.237 | 164.249 | 149.883 |

2008. године. Каљари је имао нешто мање од 160.000 становника, 2,5 пута више у односу на почетак 20. века. Међутим, 1970-их година град је имао преко 200.000 становника. Ово опадање последица је пресељења младих породица у бројна предграђа са бољим условима живота, па је преостало становништво града веома старо.
Град има и велику урбану зону, са којом броји око 369.000 становника.
Град данас има и мали удео имигрантског становништва (2%), досељеника из свих крајева свега, највише из Латинске Америке и источне Европе.

## Градске знаменитости
Каљари, као и многи други древни градови Италије, има очувано старо градско језгро, тзв. Кастело.
Најпознатије грађевине:
- Катедрала пресвете богородице, 13. век
- Црква Госпе од Бонарије, 14. век
- Палата Реале, 14-18. век
- Фонтана Мађоре, 13. век
- Сардинијски археолошки музеј,
- староримски амфитеатар,
- ботаничка башта.

## Привреда
Градска привреда се добрим делом ослања на поморске делатности. Град је и велика лука, а и важно трговиште рибом, чак и изван граница државе. Каљари, као управно средиште покрајине Сардиније, има и бројне јавне делатности (управа, универзитет, култура и сл.).
Туризам последњих година добија нагло на значају.

## Галерија
- Градска катедрала
- Староримски амфитеатар
- Градска кућа
- Црква госпе од Бонарије

## Међународна сарадња
- Пиза
- Падова
- Буенос Ајрес